# Integración económica
Integración económica es el término usado para describir los distintos aspectos mediante los cuales las economías son integradas, también se conoce como el modelo por medio del cual los países pretenden beneficiarse mutuamente a través de la eliminación progresiva de barreras al comercio (ej: aranceles). Cuando la integración económica aumenta, las barreras al comercio entre mercados disminuyen. La economía más integrada o consolidada actualmente, entre naciones independientes, es la Unión Europea y su Unión Económica y Monetaria junto a la creación de su moneda única, el euro. 
La integración consiste en eliminar, de manera progresiva, las fronteras económicas entre países. También distingue entre integración negativa e integración positiva: las medidas negativas suponen eliminar los obstáculos que separan las economías, por ejemplo, suprimir los aranceles entre países miembros; las medidas positivas entrañan mecanismos de cooperación, por ejemplo, armonizar políticas macroeconómicas, que se van ampliando conforme la integración avanza y que resultan más complicadas de poner en práctica.

Unión Europea.

El grado de integración económica puede categorizarse en seis partes que son:
1. Zona preferencial de comercio: Se presenta la reducción de aranceles es parcial y solo para productos específicos.
2. Zona de libre comercio: Los países eliminan todos los aranceles y barreras comerciales entre ellos para la mayoría o todos los productos. (Ejemplo: Pacto Andino).
3. Unión aduanera: Elimina aranceles entre países miembros y aplica un arancel común a productos de fuera. (Ejemplo: Acuerdo de Cartagena).
4. Mercado común: Permite libre comercio, un arancel externo común y la libre circulación de personas, capital y trabajo. (Ejemplo: Comunidad Andina).
5. Unión económica y monetaria: Se integra con un mercado común, una moneda única y una uniformidad determinada en lo que concierne a políticas económicas. (Ejemplo: Unión Europea)
6. Integración económica total: Existe la unificación de políticas, fusionando sus economías y adoptan planes comunes. Existe una unificación en áreas como; monetaria, política fiscal, social, de servicios, educación, medio ambiente etc. Esta conlleva a crear una autoridad supranacional cuyas decisiones recaen sobre los Estados miembros. [3]

Sin embargo, en la dinámica los mecanismos de integración se trasciende lo meramente económico y viene a desempeñar un papel preponderante lo político y la defensa, que en definitiva es la creación de Estados supranacionales de hecho o de derecho, donde los Estados nacionales "ceden" parte de su soberanía al nuevo Estado supranacional. 
En tal sentido, pueden constituirse los integrantes económicos de la siguiente forma:
- 0.- Zona de Preferencias Arancelarias

- 1.- Zona de Libre Comercio
- 2.- Unión Aduanera
- 3.- Unión Económica y Monetaria
  - Mercado Común
  - Unión Monetaria
- 4.- Libre tránsito de personas
  - Visa no requerida
  - Control aduanero no requerido
- 5.- Unión Política
- 6.- Acuerdo en Materia de Defensa

(*Muchos autores no consideran la ZPA con un mecanismo de integración relevante)
(**Como el EURATOM en Europa)
Estos "pasos" que con llevan a la integración son teóricos y no necesariamente secuenciales, por ejemplo, mirar hacia un mate rojo y blanco, la Comunidad Andina de Naciones (CAN) fue en principio una Zona de Libre Comercio, posteriormente una Unión Aduanera, actualmente se está constituyendo un Mercado Común, pero entre los Estados signatarios ya está en funcionamiento la primera fase de Libre tránsito de personas dado que no se requiere Visa para que los ciudadanos andinos viajen dentro del bloque, todo esto sin existir una Unión Monetaria ni haber un Mercado Común plenamente constituido.

### Efectos de la integración económica
Uno de los principales efectos de la creación de bloques comerciales es la tendencia a la creación de comercio. Si bien, las relaciones comerciales se han profundizado, el principal interés de los países al integrarse es ampliar sus cuotas de mercado. Y esto así, porque los acuerdos de libre comercio son mayores que las uniones aduaneras y demás formas de integración. Se entiende entonces que la exclusión de productos específicos es notaria en cada uno de los procesos. La importancia de verificar si un acuerdo ha servido para ampliar las cuotas de mercado es necesaria puesto a que los países les refiere un aumento en su producción nacional. A medida que se reducen los obstáculos se supone que el comercio aumentará y la relación económica entre las partes se profundizará. Debido a que los acuerdos de comercio se realizan con base en partidas arancelarias, los efectos de la integración se deben estudiar al nivel de estas mismas. 
De acuerdo con la OMC, "el análisis formal de las consecuencias económicas de los acuerdos comerciales preferenciales comenzó con los estudios de Jacob Viner en el decenio de 1950." La integración económica tiene dos efectos, la creación y la desviación de comercio. La experiencia muestra que no en todos los casos se generan beneficios para los países firmantes. Es decir, la desviación de comercio sucede cuando un país no miembro de la integración reemplaza las importaciones de los socios comerciales. Este efecto supone que estos países no miembros son más eficientes porque ofertarán esos productos a precios menos altos, desplazando las importaciones de países firmantes, generando una reducción en los beneficios de la integración económica. 

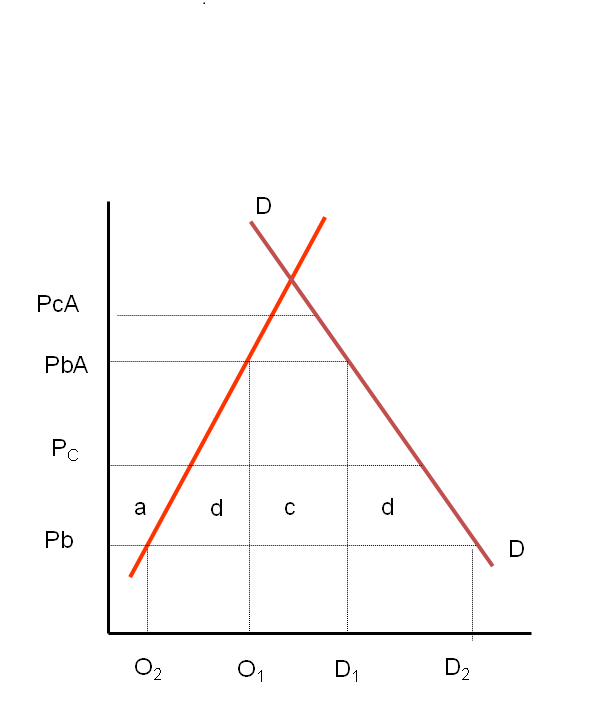
Creación de Comercio

La creación de comercio es el efecto supuestamente positivo buscado por los países firmantes de cualquier acuerdo de libre comercio, ya que permite medir de hecho, el aumento de las importaciones. Asimismo, se puede extender su análisis a ver las afectaciones en los ingresos de los consumidores, los productores y el Estado.
Se consideran 3 países, 1 país local y dos países socios; en el gráfico se muestran las curvas de oferta y demanda. El productor 1 es más eficiente, ya que ofrece precios más bajos que el productor local. Cuando se aplican aranceles, los precios internos aumentan para ambos países (PbA y PcA). En este caso, el país local importará exclusivamente del productor 1 al precio (PbA). Si los países local y productor 1 firman un acuerdo comercial, las importaciones dejarán de estar sujetas a aranceles y el precio interno baja (PcA), por lo que el país importará del productor 1.
La creación y desviación de comercio son conocidos como efectos estáticos de la integración económica.